# Cyklohexan
Cyklohexan je uhlovodík ze třídy cykloalkanů. Má chemický vzorec C6H12. Používá se jako nepolární rozpouštědlo v chemickém průmyslu a také jako surovina pro průmyslovou výrobu kyseliny adipové a kaprolaktamu (meziproduktů pro výrobu polyamidů). Průmyslově se cyklohexan vyrábí reakcí benzenu s vodíkem. Díky unikátním chemickým a konformačním vlastnostem se cyklohexan používá i v laboratořích pro analýzu a jako standard.

## Konformace cyklohexanu

Konformace cyklohexanu

Cyklohexan se vyskytuje v několika konformacích. Nejstabilnější je v židličkové konformaci. Ve vaničkové konformaci je molekula naopak nejméně termodynamicky stálá. Při přeměně mezi vaničkovou a židličkovou konformací musí cyklohexan projít zkříženou konformací.